# Honoré le Blanc
Honoré Blanc foi um fabricante de armas da França do século XVIII e foi o primeiro a aplicar a teoria da intercambiabilidade num processo de fabricação em escala (ainda que mínima se comparada aos dias de hoje). Ele aplicou a "Teoria da intercambiabilidade" no processo de fabricação de armas e tentou utilizar este princípio na França, porém, teve seu projeto recusado pelo Luís XVI.
O embaixador dos Estados Unidos na França, na época Thomas Jefferson, gostou da sua ideia e o levou para os Estados Unidos, pois via utilidade de sua teoria no processo de fabricação de armas na Guerra de Independência dos Estados Unidos. George Washington aprovou sua ideia e mandou fabricar 12000 mosquetes à sua maneira.